# Bartolomé Barba Hernández
Bartolomé Barba Hernández (Madrid, 1895-Madrid, 5 de enero de 1967) fue un militar español, conocido por su papel en las conspiraciones militares contra la Segunda República que acabarían llevando a la guerra civil. Durante la dictadura franquista llegó a tener un papel relevante como gobernador civil de Barcelona.

## Biografía

### Carrera militar
Nació en Madrid en 1895. Tras ingresar en el Ejército, en su juventud realizó estudios de Estado Mayor. Durante la dictadura de Primo de Rivera ocupó algunos puestos burocráticos en el Directorio Militar, llegando a ocupar el cargo de delegado gubernativo. Considerado un militar «africanista», con la inauguración de la Academia Militar de Zaragoza pasó a formar parte del cuerpo de profesores de la academia, bajo la dirección de Francisco Franco.
Durante los años de la Segunda República tuvo una actividad relevante. En 1933, estando destinado en el Ministerio de la Guerra, Barba se hizo famoso por haber acusado falsamente al jefe del gobierno, Manuel Azaña, de haber ordenado las fuerzas de seguridad que disparasen a la barriga contra los rebeldes anarquistas durante los llamados Sucesos de Casas Viejas. Esto supuso que perdiera su puesto en el ministerio, y a la larga engendró un profundo odio hacia Azaña. De ideología monárquica y marcadamente derechista, en 1933 fue uno de los fundadores de la Unión Militar Española (UME), organización castrense de carácter secreto que agrupó a los militares que conspiraban contra la República. Sucedería a Emilio Tarduchy en la dirección de la UME, convirtiéndose en un eficaz organizador de la misma. A comienzos de 1935 mantuvo varios encuentros con José Antonio Primo de Rivera, líder de Falange, durante los cuales se alcanzó un acuerdo que establecía vínculos entre falangistas y carlistas. Tanto la UME como Bartolomé Barba tuvieron un importante papel en las diversas conspiraciones que llevaron al Golpe de Estado de julio de 1936.

### Guerra civil
Al comienzo de la Guerra Civil se encontraba en Valencia junto al general Manuel González Carrasco, siendo ambos los principales responsables de llevar a cabo la sublevación militar en aquella ciudad. Barba era el principal artífice de la rebelión militar en Valencia. Sin embargo, debido a los fracasos de los golpistas en Madrid y Barcelona, la sublevación en la capital valenciana no llegó a producirse; muy al contrario, las fuerzas izquierdistas se organizaron frente a la rebelión militar. Ante el cariz que iban tomando los sucesos, González Carrasco y Barba huyeron de Valencia, pasando posteriormente a la zona «rebelde».
Durante contienda trabajó para la inteligencia del bando sublevado, desempeñando algunos puestos relevantes. Sería uno de los oficiales españoles que intervinieron en las negociaciones del llamado Pacto de Santoña, desautorizando a los oficiales italianos del CTV —que habían alcanzado acuerdos con los nacionalistas vascos sin el conocimiento ni la aprobación del bando franquista—. Tras el final de la misma, ascendió al empleo de Coronel.

### Dictadura franquista
En 1945 fue nombrado gobernador civil de Barcelona, con la consigna de «hacerse querer por los catalanes». La destitución y relevo de su antecesor, Antonio Correa Veglison, produjo un hondo malestar entre los falangistas barceloneses. Durante el período en que Bartolomé Barba estuvo destinado en la ciudad condal llevó a cabo varias medidas encaminadas a combatir a los sectores catalanistas de una forma más pragmática y menos dura que las políticas aplicadas por sus antecesores. Entre otras cosas, autorizó que el Orfeón Catalán pudiera dar conciertos, que el teatro pudiera volver a ser en lengua catalana y también permitió la publicación de novelas o libros de poesía en catalán. Estas medidas obedecían a un proyecto más amplio, en el que Barba insistía en la integración de los símbolos catalanes «en el acervo español» como una manera de combatir al catalanismo. A tal respecto, posteriormente comentaría:

Los catalanistas religiosos y los catalanistas ateos aparecen esporádicamente, de cuando en cuanto, pero si queremos hacerles fracasar no debemos oponer un «castellanismo» a un «catalanismo», ponernos enfrente de ellos, adoptar su misma postura. ¡Que más quisieran! Hoy son cuatro, dispersos e inofensivos; mañana serían cuatro mil, unidos y compactos. Hay que reconocer como nuestro, de todos, lo que ellos quisieran solamente suyo. La Virgen de Montserrat no es sólo de los catalanes, como la Virgen del Pilar no es sólo de los aragoneses, ni la Macarena de los sevillanos; si ellos sacan las cosas de quicio, nosotros debemos situarlas en su verdadero lugar.

Reactivó y reorganizó el Somatén, con tal de poder disponer de una milicia civil en las comarcas del interior y poder luchar contra el maquis antifranquista. Sin embargo, la represión que emprendió contra la huelga de Manresa de 1946 puso en entredicho sus políticas. Por su condición de jefe provincial de FET y de las JONS en Barcelona, fue procurador en las Cortes franquistas entre 1946 y 1947. Fue cesado como gobernador en 1947, siendo sustituido por Eduardo Baeza Alegría.
Falleció en Madrid el 5 de enero de 1967.

## Obras
- —— (1948). Dos años al frente del gobierno civil de Barcelona y varios ensayos. Madrid: Javier Morata Ed.

## Reconocimientos
- Medalla al Mérito Social Penitenciario (1946)[28]